# Kuratsukuri Tori

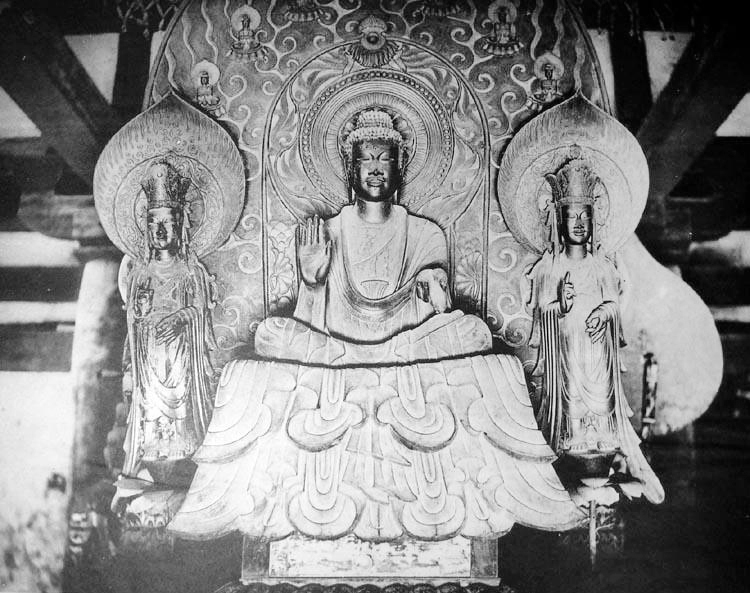
Tríada del Buda Sakyamuni al temple Horyu-ji

Kuratsukuri Tori, o Tori Busshi, va ser un escultor japonès del període Asuka (552-645).
Amb les dinastia d'Asuka, va arribar al Japó el budisme, que es va adoptar com a religió oficial. El príncep Shotuko, oncle de l'emperadriu Suiko, va nomenar com a escultor oficial Kuratsukuri Tori, net de l'immigrant xinès Shiba Tatto, encarregant-li la realització de nombroses obres, principalment de temes relacionats amb les divinitats budistes. Se li atribueix el Gran Buda de Nyorai, així com la tríada (grup de tres escultures) en bronze daurat del Buda Sakyamuni (Shaka), assegut en un tron amb una gran màndorla i amb dos servidors als costats, que va ser realitzada l'any 623 per al temple Horyu-ji.
Artísticament, el terme estil Tori és usat sovint per al període Asuka. L'estil Tori hereta l'estil Wei del nord de la Xina.